# Герб Валгамаа
Герб Валгамаа (ест. Valgamaa vapp) разом із прапором є офіційним символом Валгамаа, одного з повітів Естонії.
Затверджено 5 лютого 1937 року.

## Опис герба
Щит скошений справа на синє та срібне поля; у верхньому синьому полі 4 срібні 5-променеві зірки 2:1:1.

## Значення
Ділення щита означає розподіл території повіту між Естонією та Литвою у 1920 році. Чотири срібні зірки на синьому фоні символізують 4 парафії, які формують сучасний повіт. Срібне поле уособлює хмари на гербі міста Валга, з яких у зеленому полі виходить рука в чорних латах із мечем.